# Jurgis Šaulys
Jurgis Šaulys (ur. 5 maja 1879 w Bołszanach, zm. 18 października 1948 w Lugano) – litewski polityk i dyplomata, sygnatariusz Aktu Niepodległości Litwy (1918), litewski poseł w Warszawie (1939). 

## Życiorys
Pochodził z rolniczej rodziny osiadłej na terenie Żmudzi. Ukończył gimnazjum w Połądze, by później studiować w wileńskim seminarium. Po dwóch latach studiów przeniósł się na studia ekonomiczne na Uniwersytet w Bernie, gdzie w 1912 uzyskał tytuł doktora filozofii. Po powrocie na Litwę pracował w Wileńskim Banku Ziemskim. 
Od wczesnej młodości angażował się w działalność polityczną, w 1902 został członkiem Litewskiej Partii Demokratycznej. Jako członek Taryby w latach 1917–1918 znalazł się wśród sygnatariuszy Aktu Niepodległości z 16 lutego 1918 roku. 
W tym samym roku rozpoczął karierę dyplomaty: został wysłannikiem młodego państwa litewskiego w Niemczech (na stanowisku posła w Berlinie), później posłował w Szwajcarii (1919), Rzymie (1921–1923) i przy Stolicy Apostolskiej (1927–1931). W 1931 ponownie powołany na ambasadora w Niemczech, funkcję tę sprawował do 1938. 
Po nawiązaniu stosunków dyplomatycznych z Polską (wymuszonych przez polskie ultimatum wobec Litwy), Antanas Smetona mianował go (na miejsce Kazysa Škirpy) posłem Republiki Litewskiej w Warszawie, listy uwierzytelniające złożył prezydentowi Mościckiemu 11 stycznia 1939. 
Po wyjeździe z Warszawy we wrześniu 1939, ponownie objął obowiązki posła Litwy w Szwajcarii, które pełnił do 1946. 
Nie wrócił na Litwę sowiecką, zmarł na emigracji w Lugano. 
Był masonem, należał do lóż „Litwa” i „Lietuva”.